# Coniopteryx orientalis
Coniopteryx orientalis är en insektsart som beskrevs av Meinander 1972. Coniopteryx orientalis ingår i släktet Coniopteryx och familjen vaxsländor. Inga underarter finns listade i Catalogue of Life.